# IC 2049
IC 2049 је спирална галаксија у сазвјежђу Мрежица која се налази на листи објеката дубоког неба у Индекс каталогу.
Деклинација објекта је - 58° 33' 27" а ректасцензија 4h 12m 4,3s. Привидна величина (магнитуда) објекта IC 2049 износи 13,9 а фотографска магнитуда 14,6. IC 2049 је још познат и под ознакама ESO 118-9, AM 0411-584, PGC 14636.